# 바빌론 (영화)
《바빌론》(영어: Babylon)은 2022년 개봉한 미국의 서사, 코미디, 시대극 영화이다. 데이미언 셔젤이 감독과 각본을 맡았다.

## 줄거리
1926년 벨 에어에서 멕시코 이민자 마누엘 "매니" 토레스는 고용주인 키노스코프 스튜디오 사장 돈 월락의 저택에서 열리는 주신제에 코끼리를 운반하는 것을 돕는다. 섹스, 재즈, 코카인이 넘쳐나는 이 행사를 목격한 매니는 뉴저지주 출신의 거침없고 야심찬 자칭 "스타" 넬리 라로이에게 반한다. 가난한 멕시코 난민의 아들인 매니는 그녀와 "더 큰 것"의 일부가 되고 싶다는 자신의 꿈을 나눈다. 그는 배우 오빌 픽윅과 함께 약물 과다 복용으로 쓰러진 어린 여배우 제인 손턴을 옮기는 것을 돕고, 코끼리가 파티 참석자들의 주의를 분산시키기 위해 걸어가게 한다.
또한 중국계 미국인 게이 카바레 가수 레이디 페이 주와 아프리카계 미국인 재즈 트럼펫 연주자 시드니 팔머도 참석한다. 화려하게 춤추는 넬리는 눈에 띄어 키노스코프 영화에서 제인 역을 대체하기 위해 빠르게 발탁된다. 촬영 중 그녀는 콘스턴스 무어를 대략적으로 앞지른다. 매니는 자애롭고 자주 결혼한 영화 스타 잭 콘래드의 개인 비서가 되어 키노스코프 보조 직업을 얻는 데 도움을 받는다. 잭의 장면 중 하나에 카메라가 급히 필요할 때, 매니는 마지막 순간에 카메라를 구해 그가 스튜디오 시스템의 계급을 오르는 데 도움을 준다.
넬리는 가십 칼럼니스트 엘리노어 세인트 존이 다루는 "잇 걸"이 되며, 엘리노어는 잭의 경력도 추적한다. 1920년대 후반 무성 영화가 유성 영화로 대체되면서 매니는 능숙하게 적응한다. 시드니의 제안에 따라 그는 시드니의 오케스트라가 출연하는 영화를 어빙 탈버그에게 제안하고 스튜디오 중역이 된다. 넬리는 유성 영화의 요구 사항을 처리하는 데 어려움을 겪고(한 촬영 기사는 그녀를 촬영하다 사망한다), 매니의 도움에도 불구하고 약물 사용과 도박을 늘려 명성을 훼손한다.
정신 병원에 입원한 어머니가 있는 것으로 묘사된 넬리는 술 취한 아버지(그리고 무능한 사업 매니저) 로버트에게 파티에서 방울뱀과 싸우라고 부추기지만, 그는 기절한다. 넬리는 뱀과 싸우다가 목을 물리고, 페이는 뱀을 죽이고 독을 빨아낸다. 넬리는 그녀에게 열정적으로 키스한다.
1932년까지 잭의 인기는 시들었지만 그는 여전히 저예산 메트로 골드윈 메이어 영화에서 일자리를 찾는다. 할리우드 관객들이 방탕한 행동에 대한 관용이 줄어들면서, 경영진은 매니에게 페이(키노스코프 타이틀 작가)가 레즈비언이라는 이유로 그녀를 해고하라고 명령한다. 새 아내 에스텔과 대사를 연습하던 중 잭은 오랜 친구이자 프로듀서인 조지 먼이 자살했다는 소식을 듣고 큰 충격을 받는다.
엘리노어와 매니는 넬리의 이미지를 바꾸고 그녀를 상류사회에 진출시키려 하지만, 넬리는 파티에서 상류층의 속물근성을 맹렬히 비난하며 윌리엄 랜돌프 허스트에게 시위하듯 구토한다. 잭은 엘리노어에게 자신의 인기 하락에 대한 그녀의 기사에 대해 따져 묻고, 그녀는 그의 인기가 시들었지만 영화를 통해 불멸화될 것이라고 설명한다.
상대적으로 피부색이 옅은 시드니는 스튜디오 경영진이 남부 관객들의 혼혈 오케스트라에 대한 반감을 완화하기 위해 흑인 분장을 할 것을 고집하자 불쾌해한다. 그는 블랙 인구 밀집 지역에서 라이브 공연을 하기 위해 키노스코프를 떠난다.
기이한 갱스터 제임스 맥케이는 넬리의 도박 빚 때문에 그녀의 목숨을 위협한다. 매니는 그녀의 도움 요청을 거절하지만, 나중에 영화 세트 마약 판매상이자 배우 지망생인 "더 카운트"에게서 자금을 확보하고 그와 함께 제임스를 방문하여 빚을 갚는다. 매니는 돈이 그의 소품 제작자가 만든 위조 지폐임을 알고는 당황한다. 영화 아이디어에 대해 열변을 토하는 갱스터는 그들을 동물 학대 파티가 벌어지는 타락한 지하 공간으로 끌고 간다. 현금이 위조 지폐임을 깨달았을 때, 두 사람은 거의 총에 맞을 뻔하지만 탈출하여 제임스의 부하 윌슨을 죽인다.
잭은 호텔 파티에서 페이를 만난다. 그녀는 유럽과 파테로의 출발을 밝힌다. 호텔 방으로 돌아온 우울한 잭은 스스로 목숨을 끊는다.
매니는 넬리에게 멕시코로 도망쳐 결혼하여 새 삶을 시작하자고 요청하고, 그녀는 마침내 동의한다. 제임스의 동료가 매니를 찾아내 더 카운트와 그의 룸메이트를 죽인다. 공포에 질린 매니가 방광 조절을 잃자, 청부 살인업자는 로스앤젤레스를 떠나는 조건으로 그를 살려준다. 매니가 짐을 챙기는 동안 넬리는 마음을 바꿔 밤 속으로 춤추며 사라진다. 신문 스크랩 몽타주는 엘리노어가 76세에 사망했고 넬리가 34세에 약물 과다 복용으로 사망했음을 보여준다.
1952년, 매니는 뉴욕시로 도피하여 라디오 가게를 차린 후 아내 실비아와 어린 딸과 함께 캘리포니아로 돌아온다. 그는 그들에게 키노스코프 스튜디오 입구를 보여준 다음, 근처 영화관에 혼자 가서 사랑은 비를 타고를 본다. 영화 산업의 무성 영화에서 유성 영화로의 전환을 묘사한 것이 다소 미화되었음에도 불구하고 그는 감동하여 눈물을 흘린다. 이어서 다양한 영화들의 한 세기에 걸친 일련의 삽화들이 나온다. 다시 사랑은 비를 타고에 초점이 맞춰지자 매니는 눈물 어린 미소를 짓는다.

## 출연진
- 브래드 피트 - 잭 콘래드 역
- 마고 로비 - 넬리 라로이 역
- 디에고 칼바 - 마누엘 "매니" 토레스 역
- 진 스마트 - 엘리노어 세인트존 역
- 조반 아데포 - 시드니 파머 역
- 리 준 리 - 레이디 페이 주 역
- P. J. 번 - 맥스 역
- 루커스 하스 - 조지 먼 역
- 올리비아 해밀턴 - 루스 애들러 역
- 맥스 밍겔라 - 어빙 솔버그 역
- 로리 스코벨 - 백작 역
- 캐서린 워터스턴 - 에스텔 역
- 토비 매과이어 - 제임스 매케이 역
- 플리 - 밥 러빈 역
- 제프 갈린 - 돈 월럭 역
- 에릭 로버츠 - 로버트 로이 역
- 이선 서플리 - 윌슨 역
- 사마라 위빙 - 콘스턴스 무어 역
- 올리비아 와일드 - 이나 콘래드 역
- 스파이크 존즈 - 오토 폰 슈트라스베르거 역
- 텔빈 그리핀 - 레지
- 클로이 파인먼 - 매리언 데이비스
- 피비 통킨 - 제인 손턴
- 트로이 멧캐프 - 오빌 피크윅
- 제니퍼 그랜트 - 밀드레드 예이츠
- 패트릭 퓨깃 - 엘우드 경관
- 팻 스키퍼 - 윌리엄 랜돌프 허스트
- 카이아 거버 - 스탈렛
- 테일러 힐 - 리베카
- 조 달레산드로 - 사진 기사 찰리